# PM-International
PM-International Ag는 룩셈부르크 솅겐에 본사를 두고 있는 건강기능식품 및 화장품 제조사이다.

## 연혁

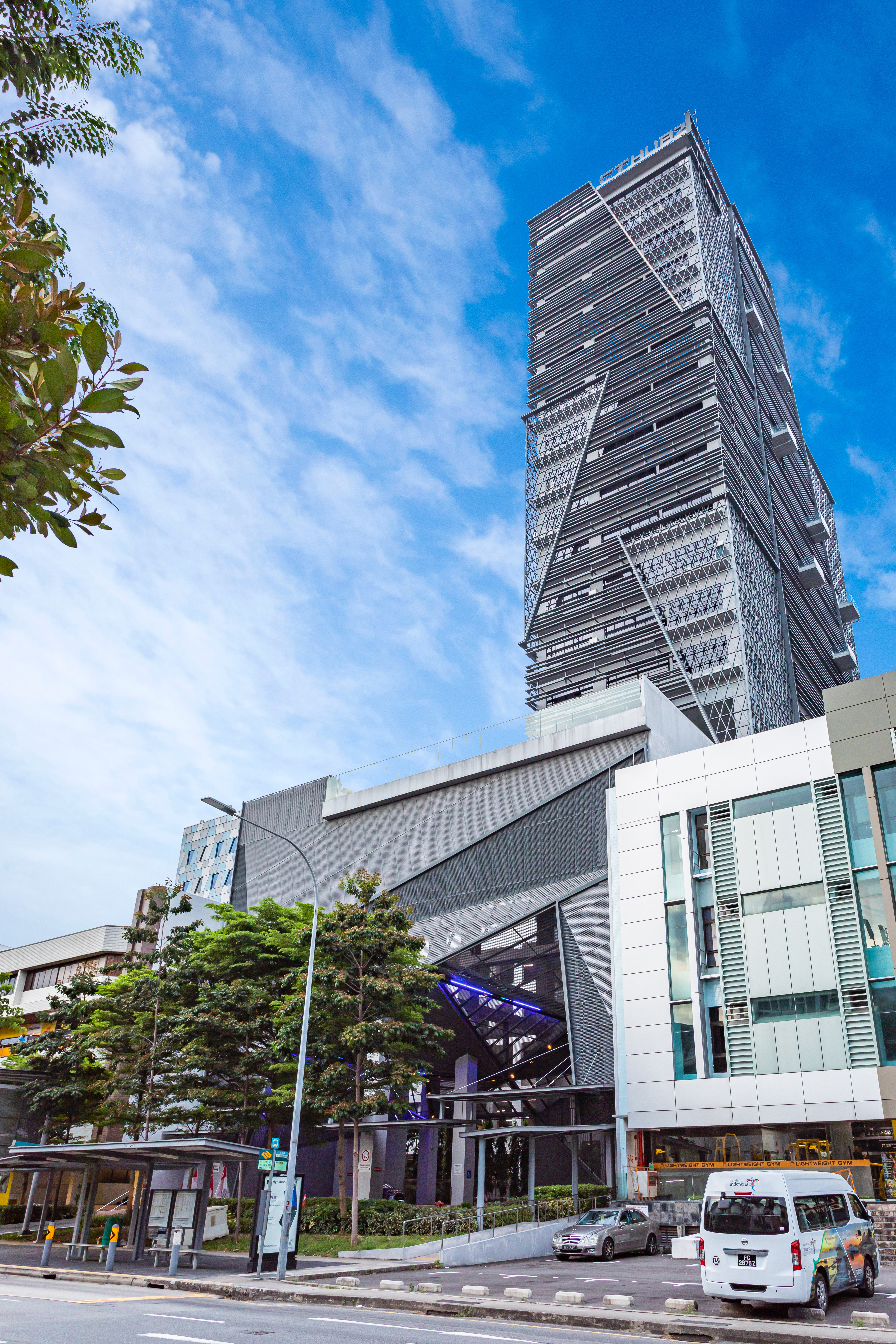
싱가포르 아시아 태평양 본부 (2020)

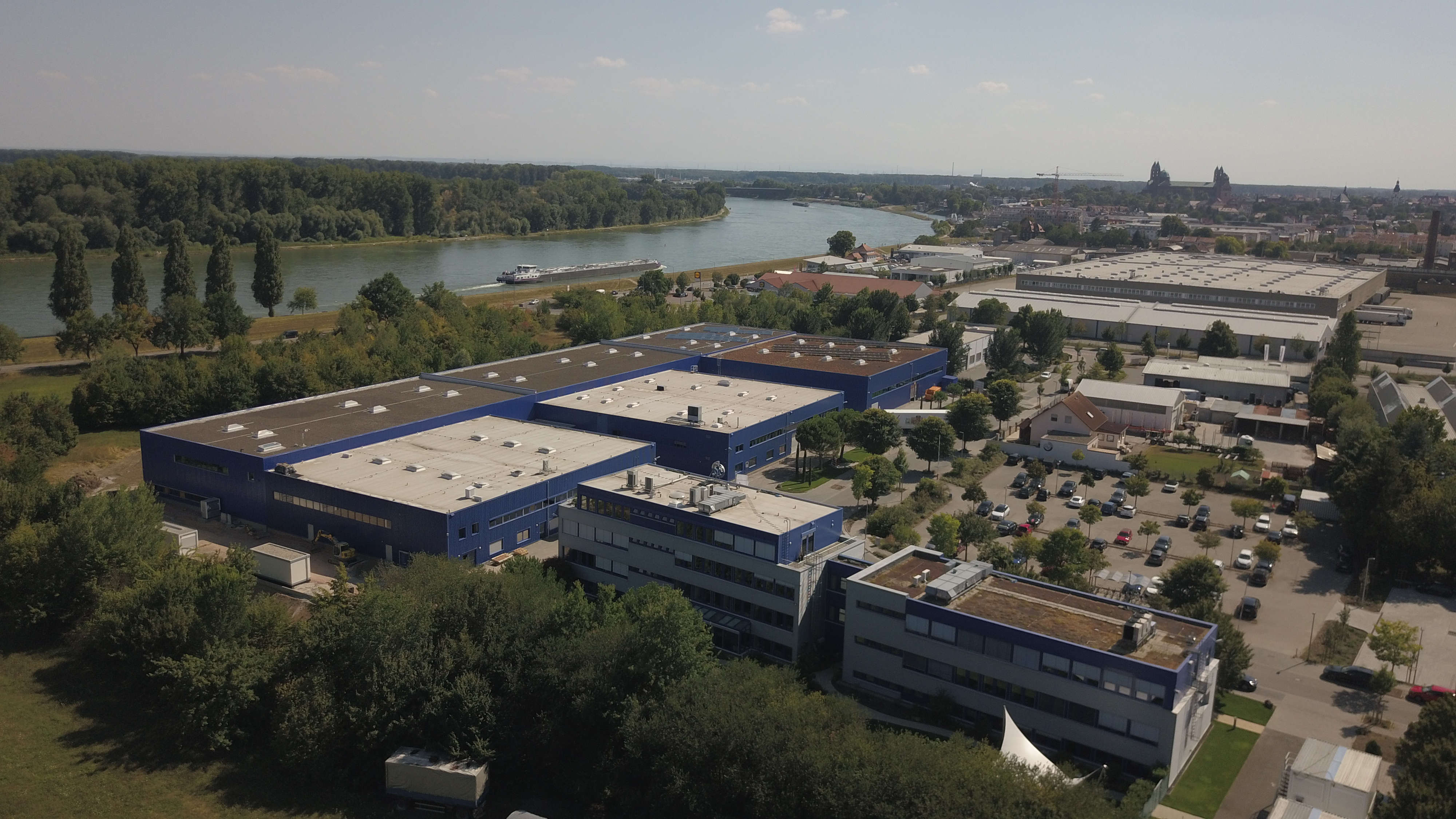
유럽 물류 센터 (2020)

PM International은 1993년 Rolf Sorg가 림부르거호프(Limburgerhof)에서 설립하였다. 같은 해에 폴란드에 첫 번째 해외 지사를 설립하였다. 그 이듬 해에는 PM-International-Holding이 룩셈부르크 그로스헤어촉툼(Großherzogtum) 에 설립되었다.
2003년에는 라인란드 팔츠의 스파이어 (Speyer)에 로지스틱 센터를 열었고 2005년에는 유한회사(GmbH)에서 비상장 주식회사로 법적 형태가 변경되었다. 2013년 PM-International은 유럽 안팎에 30개 이상의 직판매장을 운영하고 있다. 또한 네트워크 마케팅 분야의 약 150,000여 개소에 달하는 독립 판매 파트너가 저희 회사의 제품을 판매했다. 연간 매출은 약 2억 미국 달러에 해당한다.
2015 년 싱가포르에 아시아 태평양 지역의 본사를 열었고 같은 해에 본사를 룩셈부르크의 솅겐으로 이전했다.
2019년 스파이어의 네 번째 창고 공사가 시작되었다. 또한 2020년에는 벨기에의 Arendonk로 확장되었다. 같은 해에 자체 "PM Direct Cash" 지불 시스템을 공개하였고 미국과 유럽에서 테스트 기간을 거쳤다. 이를 통해 판매 파트너는 구매 완료시 직접 영업 소득을 올리게 된다.

## 회사 구조
PM International은 전 세계 40개국 이상에 45개가 넘는 지사를 보유하고 있습니다. 독일 라인프팔츠지에 따르면, PM International은 2024 회계연도에 32억 5천만 미국 달러의 매출을 올렸습니다. PM-International은 전 세계적으로 1,000명 이상의 직원을 고용하고 있으며, 이 중 300명 이상은 스파이어(Speyer)의 물류 센터에서 근무하고 있습니다 (2024년 기준).
PM International은 가족 기업으로 운영되며 아버지 Dieter Sorg는 엔지니어로서 회사의 건설 프로젝트를 담당하고 있고 그의 아내 Vicki Sorg는 사회 참여 프로젝트를 감독하고 그의 어머니 Hedwig Sorg 도 회사에 참여하고 있다.
이 회사는 독일, 오스트리아 및 폴란드의 스키협회(DSV, ÖSV, PZN), 독일아이스하키협회(DEB), 독일사이클리스트협회(BDR), 독일육상협회(DLV)와 스위스슬라이딩협회(Bob 포함), 스위스 및 룩셈부르크의 핸드볼협회(SHV, FLH) 및 룩셈부르크농구협회(FLBB)와 같은 스포츠 팀과 협력하고 있다.

## 제품
PM International은 자체 FitLine 브랜드로 건강, 피트니스 및 미용 제품을 판매한다. 이 회사의 제품은 네트워크 마케팅에서 독립적인 판매 파트너를 통하거나 인터넷 판매 및 자체 직판매장에서만 판매된다. 이 제품은 도핑 안전 제품 쾰른 리스트에 등록되어 있다.  또한 QR 코드를 사용하여 선택한 제품의TÜV Süd 표준에 따른 테스트 결과를 호출할 수 있다.

## 사회 참여 활동 및 연구
PM-International은 자사의 이니셔티브인 "PM We Care"를 통해 사회 공헌 프로젝트를 지원하고 있습니다. 이 회사는 월드비전(World Vision)과 같은 구호 단체와 협력하고 있으며, 2023년에는 교육 및 보건 사업과 인도적 긴급 구호를 위해 267만 유로 이상을 기부했습니다.
비영리 이니셔티브 위스타트와 피엠인터내셔널코리아가 2021년 불우 아동 지원 협약을 체결했다.
2020 년 COVID-19 펜데믹에 대응하기 위해 100만 유로를 중부 유럽의 지원 프로젝트에 기부했다.
2016년 PM International은 룩셈부르크 과학 기술 연구소(LIST)와 건강보조식품 및 화장품용 생리 활성 분자 연구에 대해 5년 동안 협력하기로 결정했다.

### 스폰서십
2024년 7월 17일, ATP 투어와 FitLine은 다년간의 글로벌 파트너십을 체결했습니다. 이 계약에 따라 FitLine은 2026년까지 ATP 투어의 공식 스포츠 영양 및 에너지 바 공급업체로 지정되었습니다.

## 수상 내력
- 2018: 전문 잡지 Network-Karriere의 Charity Award[25]
- 2018/19: Netcoo로부터 올해의 기업으로 선정[26]
- 2019: German Design Council 및 German Brand Institute로부터 독일 브랜드 상[27]
- 2020: Rats für Formgebung 및German Brand Institute로부터 „Excellent Brands / 건강 및 제약부문“[27]
- 2010 – 2022: Omtalt I DSN Global 100: 세계 최고 직접 판매 기업 목록(2022 #9)[28][29]
- 2021: 르 폰티 어워드 올해의 CEO[30]
- 100대 혁신가, 독일에서 가장 혁신적인 중견 기업에게 수여되는 상[31]
- 2022년: 브라보 인터내셔널 성장상 + 리더십 어워드[32]
- 2024년: 독일 디자인 위원회 및 독일 브랜드 연구소 주관 헬스 & 제약 부문 독일 브랜드 어워드[33]

## 개별 증명서
1. 1 2  “PM-International: Mit Produkten für Sportler zum Rekordergebnis”. Die Rheinpfalz. 2025년 2월 12일. 2025년 6월 3일에 확인함.
2. 1 2  Schaufenster: 창립 20 주년을맞이하는 PM International Rhein-Neckar TV, 2013년 9월 25일.
3. 1 2  신중한 직접 판매 보관됨 2020-10-21 - 웨이백 머신. 2020년 9월 30일 액세스 (독일어).
4. ↑  지역 경제 모터의 부분. 2020년 10월 5일 액세스 (독일어).
5. ↑  “시장에 들어갔을 때 나는 선교사처럼 느껴졌다 (When I entered the market I felt like a missionary)” - Delano - 보관됨 2020-10-21 - 웨이백 머신 Luxembourg in English. 7. Januar 2019년 1월 7일, 2020년 9월 30일 액세스 (영어).
6. 1 2  Speyer-Kurier: PM International 홀 4 착공. 2020년 10월 5일 액세스.
7. 1 2 3  새로운 지점: PM-International이 벨기에 시장에 개점. 프레스 포탈. 2020년 9월 30일 액세스.
8. ↑  PM-International PM DirectCash 출시. 2020.06.16, 2020년 9월 30일 액세스 (미국 영어).
9. ↑  “PM-International zum 22. Mal als Top-Innovator ausgezeichnet”. Speyer Kurier. 2024년 7월 2일. 2025년 6월 3일에 확인함.
10. ↑  “PM-International feiert Einweihung des dritten Verwaltungsgebäudes in Speyer”. Direct Selling Magazine. 2024년 4월 18일. 2025년 6월 3일에 확인함.
11. ↑  “FitLine이 국가 대표팀의 공급 업체가 될 것이다. 클럽 컨셉은 인기스포츠에 대한 연결점을 제공한다. 2018.01.16, 2020년 10월 5일 액세스 (독일어).”. 2021년 6월 17일에 원본 문서에서 보존된 문서. 2022년 5월 4일에 확인함.
12. ↑  FitLine이 룩셈부르크 핸드볼 연맹의 파트너가 되었다. 2020년 10월 5일 액세스.
13. ↑  Yogeshwar, Ranga (2012년 7월 6일). 《Top 100 - Ideenschmieden》 (독일어). Redline Wirtschaft. ISBN 978-3-86414-312-0.
14. ↑  “PM International wächst weiter - Wirtschaft” (독일어). 2020년 12월 15일에 확인함.
15. ↑  Speyer-Kurier. “PM-International & Cologne List®” (독일어). 2021년 1월 8일에 원본 문서에서 보존된 문서. 2020년 12월 15일에 확인함.
16. ↑  “Speyer – Transparenz schafft Vertrauen PM-International lässt Produktqualität regelmäßig durch die TÜV SÜD ELAB prüfen – hohe Transparenz in der Qualitätssicherung zum Schutz der Verbraucher. – /// METROPOLREGION RHEIN-NECKAR NEWS & EVENTS” (독일어). 2020년 12월 15일에 확인함.
17. ↑  “PM-International Donates €2,376,000 For Children”. Business for Home. 2024년 12월 30일. 2025년 6월 3일에 확인함.
18. ↑  Seiler, Patrick (2025년 1월 8일). “Firma PM-International will 10.000 Patenkinder haben”. Die Rheinpfalz. 2025년 6월 3일에 확인함.
19. ↑  “PM인터내셔널, 위스타트와 취약계층 어린이 지원 협약”. 2021년 11월 19일. 2021년 11월 25일에 확인함.
20. ↑  “PM-International Korea donated 100M KRW to charity organization We Start for supporting character education of children” (영어). 2021년 11월 25일에 확인함.
21. ↑  “Corona-Pandemie: PM-International spendet 1 Million Euro für Hilfsprojekte - Merkur - CorporateNews”. 2020년 12월 15일에 확인함.
22. ↑  “PM macht eine Million locker - Schwetzinger Zeitung / Hockenheimer Zeitung” (독일어). 2020년 12월 15일에 확인함.
23. ↑  “PM-International and LIST Inaugurate Shared Laboratories in Belvaux”. 2020년 12월 15일에 확인함.
24. ↑  “ATP Tour & Fitline forge global partnership”. ATP Tour. 2024년 7월 17일. 2025년 6월 3일에 확인함.
25. ↑  lifePR (c) 2002-2020 (2019년 1월 16일). “"Die Milliarde ist zum Greifen nahe", PM-International AG, Pressemitteilung - lifePR” (독일어). 2020년 12월 28일에 확인함.
26. ↑  “PM-International: COMPANY OF THE YEAR 2018 / 2019 – Aufnahme in die Hall of Fame • Netcoo.com”. 2018년 9월 24일. 2020년 12월 28일에 확인함.
27. 1 2  Speyer-Kurier. “German Brand Award 2020: PM-International AG erneut ausgezeichnet” (독일어). 2020년 10월 14일에 원본 문서에서 보존된 문서. 2020년 12월 28일에 확인함.
28. ↑  “PM-International dans le top 10 mondial” (프랑스어). 2021년 4월 26일. 2021년 5월 4일에 확인함.
29. ↑  “고공행진 피엠인터내셔널, 전 세계 10위로 도약”. 2021년 4월 23일. 2021년 5월 4일에 확인함.
30. ↑  “PM-International CEO Wins Le Fonti Award for CEO of the Year” (영어). 2021년 9월 27일. 2021년 11월 25일에 확인함.
31. ↑  “PM-International AG” (독일어). 2020년 12월 28일에 확인함.
32. ↑  “PM-International AG mit Bravo International Growth Award für das international größte Wachstum 2022 ausgezeichnet”. Direct Selling Magazine. 2023년 4월 19일. 2025년 6월 3일에 확인함.
33. ↑  “FitLine”. German Brand Award. 2019. 2025년 6월 3일에 확인함.